# 山手駅
山手駅（やまてえき）は、神奈川県横浜市中区大和町二丁目にある、東日本旅客鉄道（JR東日本）根岸線の駅。駅番号はJK 08。

## 歴史

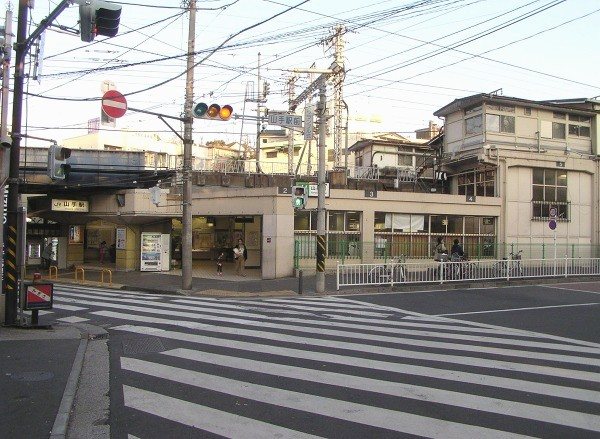
旧駅舎（2006年12月）

山手を名乗る駅は、国鉄の当初の計画では山手地区の近くに設置する駅を「山手町駅」として予定していたが、同駅は石川町の住民の運動により石川町駅となった。結果当駅が「山手駅」という名称となった（当初計画では「大和町駅」となる予定だった）。
1971年に山手線の行先表示を「山手 YAMATE」から「山手線 YAMANOTE-LINE」に変更し、読み方を「やまてせん」から「やまのてせん」に統一することになったきっかけの一つに、山手線と並行する京浜東北線の直通先に当駅が開業したことにより、山手線の列車を「山手駅行きの（横浜方面へ行く）列車」と勘違いするという事例が発生したことがある。
元来の山手町は当駅より北側の、石川町駅寄りにあり、駅周辺とは全く別の地区である。当駅所在地はかつての久良岐郡根岸村であり、周辺の町名は、立野・竹之丸・仲尾台・矢口台・豆口台など多くは根岸村字（あざな）に由来する。開港時における外国人居留地としての歴史と伝統を持つ山手町の最寄り駅ではなく、むしろかつての根岸の一部ではあるが、横浜市街の山手（やまのて）となった地区の最寄り駅である。駅名が決まった際には、山手地区の山手東部町内会が、山手に来る人々が当駅で間違えて降りてしまう危険性があることを理由として、当駅を山手にしないよう国鉄に請願を出したという。
当駅ができる前、この辺りの人々の交通はもっぱら横浜市電に頼っていただけに、当駅の開業は画期的なことであった。反面、駅の北東にある大和町の商店街は、駅の南西の豆口方面からの人々が市電に乗りに行く途中にあって栄えていたため、当駅が開業すると一転して寂れることとなった。

### 年表
- 1964年（昭和39年）5月19日：国鉄根岸線 桜木町駅 - 磯子駅間の開通時[5]に開業[1]。
- 1987年（昭和62年）4月1日：国鉄分割民営化により、JR東日本の駅となる[1]。
- 1993年（平成5年）8月6日：自動改札機を設置し、供用開始[6]。
- 2001年（平成13年）11月18日：ICカード「Suica」供用開始。
- 2013年（平成25年）
  - 3月23日：みどりの窓口の営業を終了。
  - 3月24日：新駅舎への移転が完了。
  - 7月1日：業務委託化[7]。
- 2022年（令和4年）3月25日：ホームドアの使用を開始[8]。

## 駅構造
相対式ホーム2面2線を有する高架駅。
石川町方の第2竹之丸トンネル（約61メートル）と根岸方の矢口台トンネル（約612メートル）に挟まれた500mにも満たない地上空間に位置する。駅の下を何本もの道路が通り、ガードが造られている。近隣駅とは全く違う風景が広がっているのが特徴的である。
開業当時に作られた旧駅舎は横浜方の高架下にあり、各ホームの横浜方の端から階段で連絡していた。構造上のネックのためにエレベーターやエスカレーターは設置されてこなかったが、2011年からバリアフリー化工事が始まった。駅舎を大船方に約50m移し、上下線ホームに1基ずつエレベーターを、大宮方面ホームにはエスカレーターを設置。新駅舎は2013年3月24日に開業した。旧駅舎は解体され、現在は駐輪場が整備されている。
業務委託駅（JR東日本ステーションサービス委託）。駅舎内部には自動券売機・自動改札機などが設置されているが、新駅舎移転後も指定席券売機は設置されておらず、指定券類を購入する場合は隣接する根岸駅又は新杉田駅利用を呼びかける案内がある。みどりの窓口は、旧駅舎での営業終了とともに閉鎖された。売店は旧駅舎の改札外にレッツキヨスク山手1号店があるが、2013年3月29日をもって閉店した。現在はNewDays山手店がある。
JRの特定都区市内制度における「横浜市内」の駅である。

### のりば
| 番線 | 路線   | 方向 | 行先                     | 備考           |
| ---- | ------ | ---- | ------------------------ | -------------- |
| 1    | 根岸線 | 下り | 磯子・大船方面           |                |
| 2    | 根岸線 | 上り | 横浜・東京・大宮方面     | 京浜東北線直通 |
| 2    | 横浜線 | -    | 新横浜・町田・八王子方面 | 朝晩のみ運転   |

（出典：JR東日本:駅構内図）

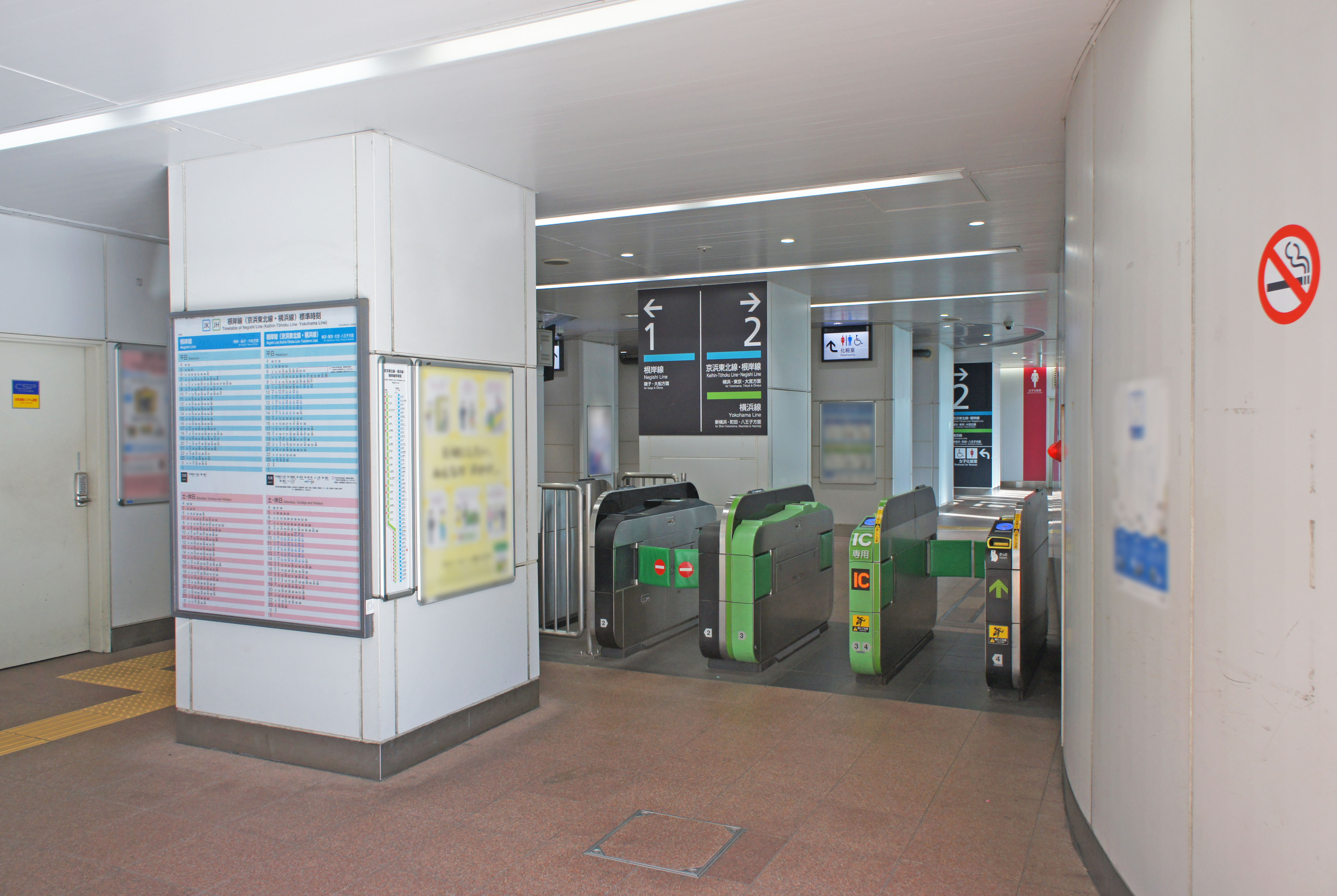
改札口（2022年6月）
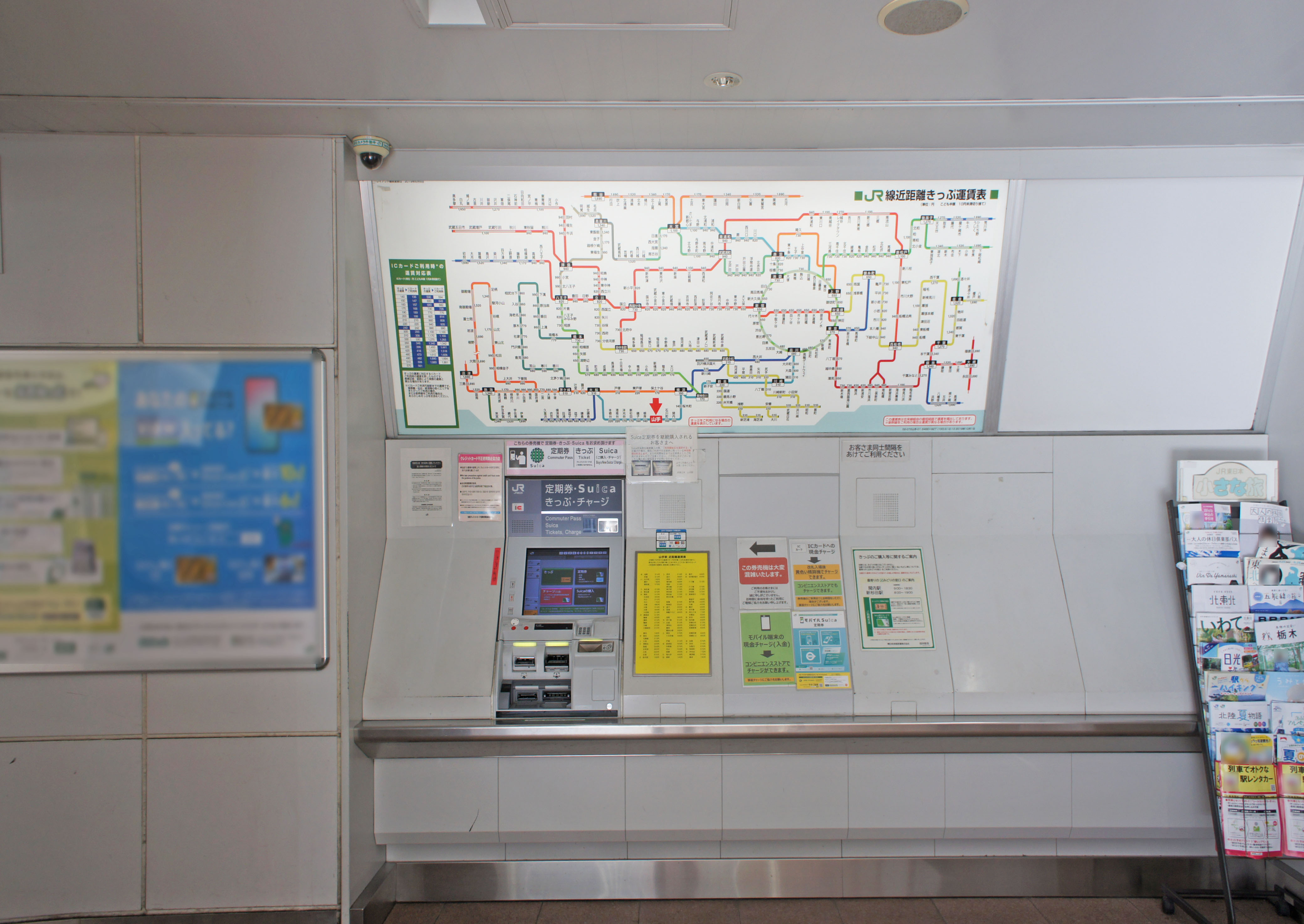
自動券売機（2022年6月）
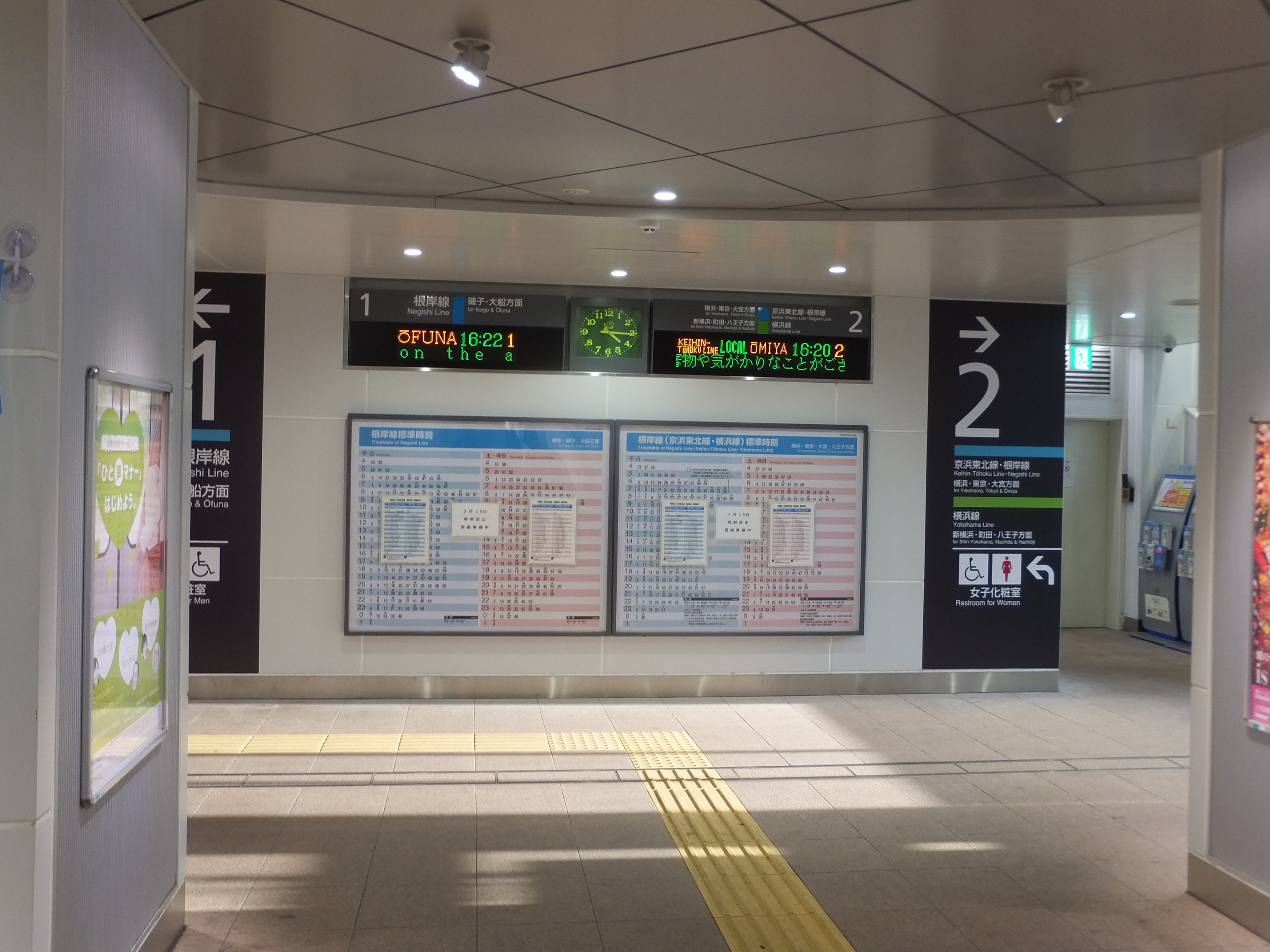
コンコース（2014年3月）
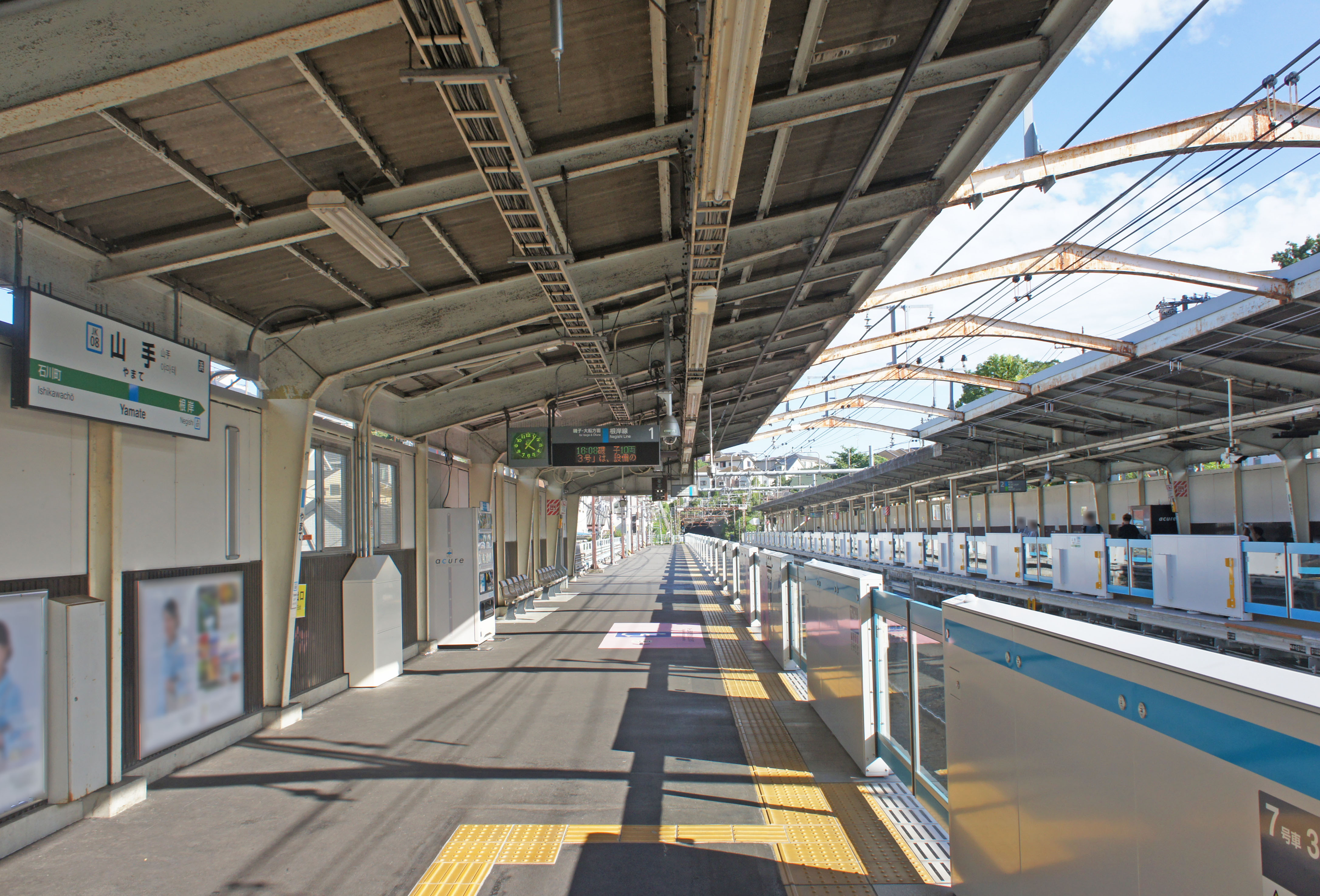
ホーム（2022年6月）

## 利用状況
2023年度（令和5年度）の1日平均乗車人員は16,480人であり、根岸線内では最少。当駅の周りには聖光学院中学校・高等学校、神奈川県立横浜緑ケ丘高等学校や横浜国立大学教育学部附属横浜小学校など電車で通学してくる児童・生徒を多数抱える学校が散在しているため、特に朝ラッシュ時には大変混雑する。
1991年度（平成3年度）以降の推移は下記の通り。
| 年度               | 1日平均 乗車人員 |
| ------------------ | ---------------- |
| 1991年（平成03年） | 16,275           |
| 1992年（平成04年） | 16,601           |
| 1993年（平成05年） | 16,677           |
| 1994年（平成06年） | 16,672           |
| 1995年（平成07年） | 16,509           |
| 1996年（平成08年） | 16,648           |
| 1997年（平成09年） | 16,310           |
| 1998年（平成10年） | 16,472           |
| 1999年（平成11年） | 16,530           |
| 2000年（平成12年） | 16,471           |
| 2001年（平成13年） | 16,454           |
| 2002年（平成14年） | 16,494           |
| 2003年（平成15年） | 16,591           |
| 2004年（平成16年） | 16,232           |
| 2005年（平成17年） | 16,509           |
| 2006年（平成18年） | 16,877           |
| 2007年（平成19年） | 17,147           |
| 2008年（平成20年） | 17,242           |
| 2009年（平成21年） | 17,182           |
| 2010年（平成22年） | 17,118           |
| 2011年（平成23年） | 17,226           |
| 2012年（平成24年） | 17,307           |
| 2013年（平成25年） | 17,390           |
| 2014年（平成26年） | 16,888           |
| 2015年（平成27年） | 17,193           |
| 2016年（平成28年） | 17,341           |
| 2017年（平成29年） | 17,459           |
| 2018年（平成30年） | 17,592           |
| 2019年（令和元年） | 17,545           |
| 2020年（令和02年） | 13,795           |
| 2021年（令和03年） | 14,749           |
| 2022年（令和04年） | 15,685           |
| 2023年（令和05年） | 16,480           |

## 駅周辺
周辺は住宅地。駅前は狭く、周辺の道はほとんどが狭い路地。横浜の山手地区は港の見える丘公園や外国人墓地などを有する観光スポットだが、これらの最寄り駅はJR石川町駅とみなとみらい線元町・中華街駅である。
駅は北側が大和町二丁目、中央東側が立野、南側が矢口台に位置し、西側は仲尾台と、複雑にまたがっている。
史跡・観光名所
- 根岸森林公園・馬の博物館
- 横浜外国人墓地
- 山手公園

郵便局・金融機関
- 横浜大和郵便局
- 横浜北方郵便局
- 横浜山元町郵便局

教育機関
- 横浜市立立野小学校
- 横浜市立仲尾台中学校
- 横浜国立大学教育学部附属横浜小学校
- 聖光学院中学校・高等学校
- 神奈川県立横浜緑ケ丘高等学校

## バス路線
駅前広場は狭く、バスロータリーなどは設けられていない。駅の改札を出て正面の横断歩道を渡るとバスのりばが二つ設けられており、ここに横浜市営バスが運行する路線バスが発着している。なお、バス停留所名は『山手駅前』である。
1番のりば
- 222：山手駅 / 本牧和田

2番のりば
- 20：桜木町駅前 / 山下ふ頭 / 元町入口

## 隣の駅
東日本旅客鉄道（JR東日本）
 根岸線
■快速・■■各駅停車
石川町駅 (JK 09) - 山手駅 (JK 08) - 根岸駅 (JK 07)

### 記事本文
1. 1 2 3  石野哲 編『停車場変遷大事典 国鉄・JR編』 II（初版）、JTB、1998年10月1日、79頁。ISBN 978-4-533-02980-6。
2. ↑  事業エリアマップ - JR東日本ステーションサービス.2021年9月14日閲覧
3. ↑  「神奈川ニュース」セレクション　1-10 根岸線着工準備進む（昭和34年1月26日）
4. ↑  “意外と知らない「山手線」の秘密 なぜ「やまのてせん」なのか？”. マネーポストWEB.   小学館 (2020年9月8日). 2020年9月9日閲覧。
5. ↑  磯子区歴史年表 昭和21年～昭和45年 磯子区総務部区政推進課
6. ↑  「JR年表」『JR気動車客車編成表 '94年版』ジェー・アール・アール、1994年7月1日、186頁。ISBN 4-88283-115-5。
7. 1 2  JR東日本ステーションサービス事業エリア Archived 2013年9月4日, at the Wayback Machine.
8. ↑  『2021年度のホームドア整備について』（PDF）（プレスリリース）東日本旅客鉄道、2021年4月6日。オリジナルの2021年4月6日時点におけるアーカイブ。2021年4月6日閲覧。
9. ↑  神奈川県県勢要覧
10. ↑  横浜市統計書 - 横浜市
11. ↑  線区別駅別乗車人員（1日平均）の推移 (PDF)  - 18ページ

### 利用状況
JR東日本の2000年度以降の乗車人員
1. ↑  各駅の乗車人員（2000年度） - JR東日本
2. ↑  各駅の乗車人員（2001年度） - JR東日本
3. ↑  各駅の乗車人員（2002年度） - JR東日本
4. ↑  各駅の乗車人員（2003年度） - JR東日本
5. ↑  各駅の乗車人員（2004年度） - JR東日本
6. ↑  各駅の乗車人員（2005年度） - JR東日本
7. ↑  各駅の乗車人員（2006年度） - JR東日本
8. ↑  各駅の乗車人員（2007年度） - JR東日本
9. ↑  各駅の乗車人員（2008年度） - JR東日本
10. ↑  各駅の乗車人員（2009年度） - JR東日本
11. ↑  各駅の乗車人員（2010年度） - JR東日本
12. ↑  各駅の乗車人員（2011年度） - JR東日本
13. ↑  各駅の乗車人員（2012年度） - JR東日本
14. ↑  各駅の乗車人員（2013年度） - JR東日本
15. ↑  各駅の乗車人員（2014年度） - JR東日本
16. ↑  各駅の乗車人員（2015年度） - JR東日本
17. ↑  各駅の乗車人員（2016年度） - JR東日本
18. ↑  各駅の乗車人員（2017年度） - JR東日本
19. ↑  各駅の乗車人員（2018年度） - JR東日本
20. ↑  各駅の乗車人員（2019年度） - JR東日本
21. ↑  各駅の乗車人員（2020年度） - JR東日本
22. ↑  各駅の乗車人員（2021年度） - JR東日本
23. ↑  各駅の乗車人員（2022年度） - JR東日本
24. ↑  各駅の乗車人員（2023年度） - JR東日本